# Texaská republika
Texaská republika (anglicky Republic of Texas, španělsky República de Tejas) byl nezávislý stát v Severní Americe mezi Spojenými státy a Mexikem, který existoval mezi 2. březnem 1836 a 29. prosincem 1845. Vznikla jako republika, která se odtrhla od Mexika v důsledku Texaské revoluce. Mexiko Texaskou republiku nikdy neuznalo jako samostatný stát a po celou dobu její existence ji považovalo za vlastní vzbouřenecké území. Texaská republika se rozkládala na území současného státu Texas a částečně i států Oklahoma, Nové Mexiko, Kansas, Colorado a Wyoming.

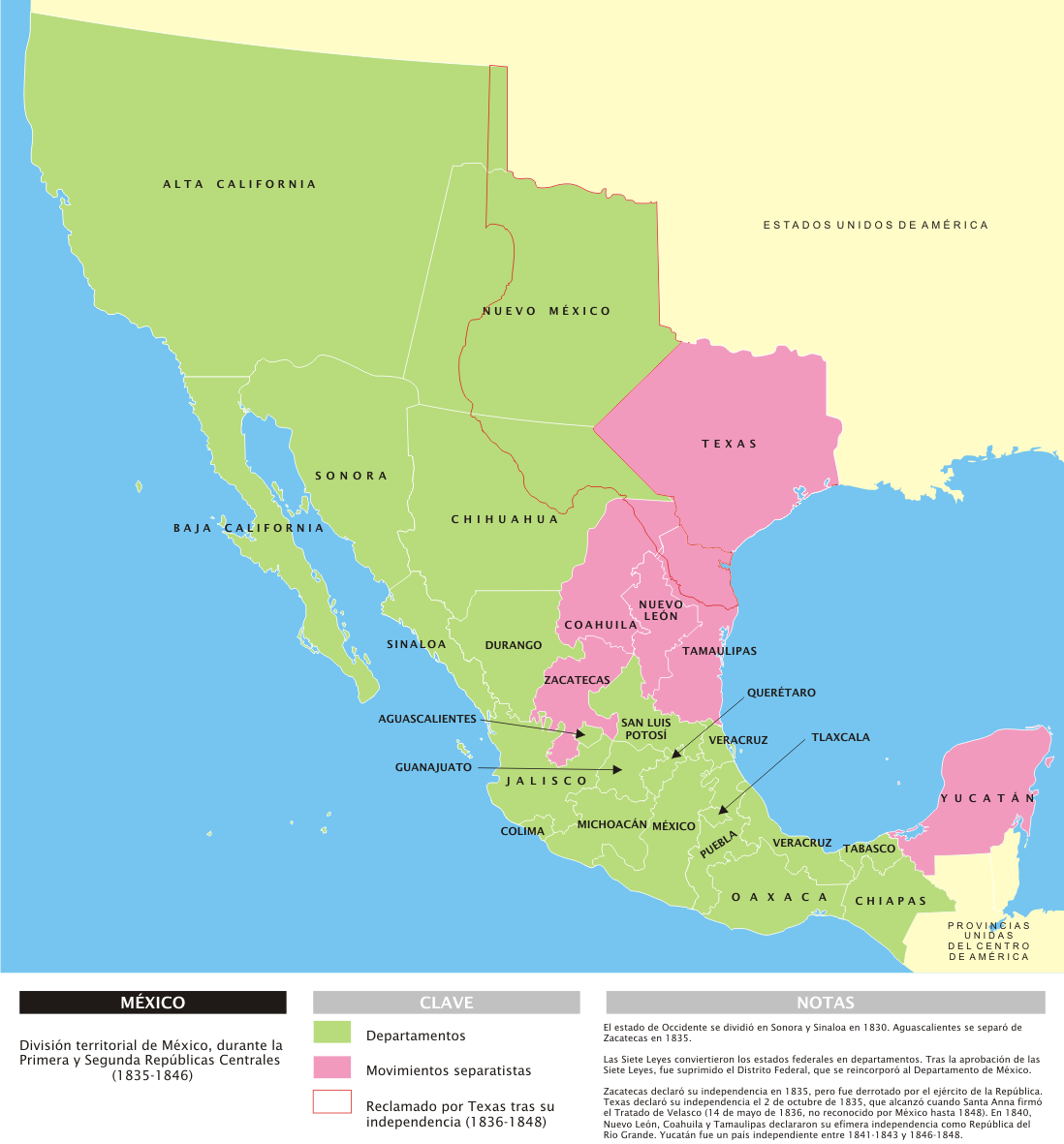
Teritoriální vymezení Texaské republiky (červený obrys)

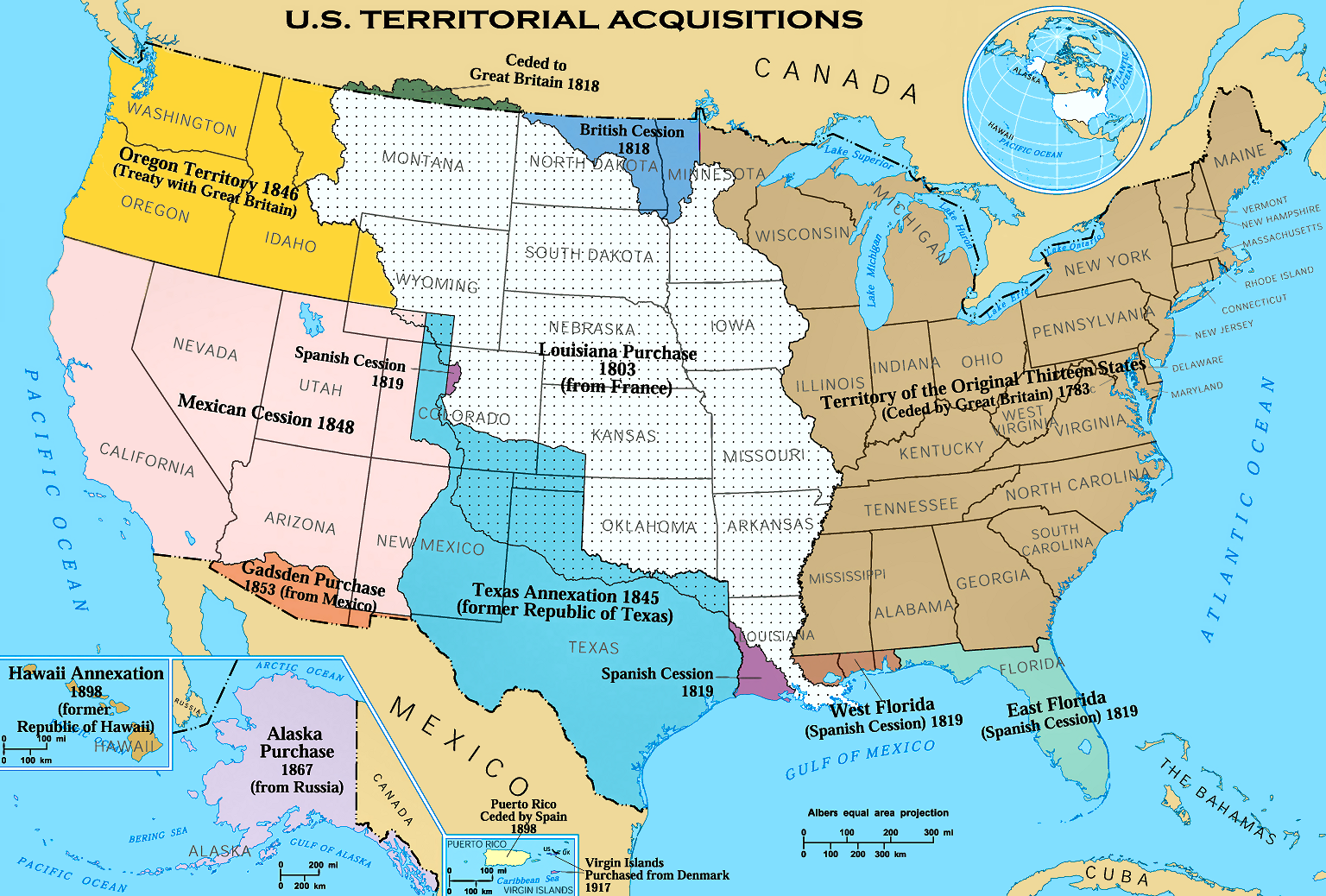
Texaská republika (světle modře)

Důvodem vzniku státu byly spory mezi americkými osadníky (anglos) a usedlými Mexičany (hispanos), které vyústily v to, že se mexická vláda pokusila Američany deportovat a omezit jejich přistěhovalectví. V roce 1835 se do Texasu přesunula mexická armáda a došlo k ozbrojenému konfliktu, jehož prvním vrcholem byla bitva o Alamo v únoru a březnu 1836. Během ní 2. března 1836 vyhlásili zástupci texaských Američanů nezávislost. Mexický diktátor Santa Anna musel tuto nezávislost uznat, neboť padl do zajetí v bitvě u San Jacinta. Mexická vláda na uznání nezávislosti nikdy nepřistoupila, ale její snaha o opětovné připojení zůstala bez úspěchu.
Východní hranice republiky byla definována smlouvou Adams-Onís podepsanou v roce 1819 Španělskem a Spojenými státy. Jižní a západní hranice byla předmětem sporu mezi Texasem a Mexikem. Texas prohlásil veškerá mexická území východně od řeky Rio Grande za své vlastnictví, zatímco Mexiko považovalo za hranici řeku Nueces. Texas vstoupil do Unie 19. února 1846 a stal se tak 28. členským státem USA. Teritoriální spor o západní hranici Texasu se stal důvodem pro mexicko-americkou válku (1846–1848).